# Domantas Čypas
Domantas Čypas (* 24. März 1996 in Vilnius) ist ein litauischer Eishockeyspieler, der seit der 2021 beim Adendorfer EC aus der Regionalliga Nord unter Vertrag steht.

## Spielerkarriere
Domantas Čypas begann seine Karriere als Eishockeyspieler bei Sewernaja Swesda Moskau. 2012 verließ er die russische Hauptstadt und schloss sich für ein Jahr Torpedo Nischni Nowgorod an. Nachdem er die Spielzeit 2013/14 in der U18 des IFK Arboga IK verbracht hatte, begann er die Folgesaison beim HK Riga in der Molodjoschnaja Chokkeinaja Liga, einer russisch dominierten Nachwuchsliga. Noch während der laufenden Spielzeit verließ er die lettische Hauptstadt jedoch und wechselte nach Nordamerika, wo er die Saison bei den Missoula Maulers in der WSHL beendete. Seit 2015 spielt er für die Wichita Falls Wildcats in der North American Hockey League. Beim GMHL Draft 2017 der Greater Montreal Hockey League wurde er von den Windsor Aces in der zweiten Runde als insgesamt 53. Spieler ausgewählt, spielte aber nie für diesen Klub, sondern wechselte er zu Gornjak Rudny in die Kasachische Eishockeymeisterschaft. Anfang 2018 verließ er Kasachstan und schloss sich dem EC Bad Kissinger Wölfe aus der fünftklassigen Eishockey-Landesliga Bayern an. Mit den Wölfen stieg er im Sommer 2018 in die Bayernliga auf. Auch in den Folgejahren spielte er unterklassig in Deutschland, seit 2021 beim Adendorfer EC aus der viertklassigen Regionalliga Nord.

### International
Im Juniorenbereich stand Čypas für Litauen bei den U18-Weltmeisterschaften 2012, 2013 und 2014 sowie den U20-Weltmeisterschaften 2012, 2014, 2015 und 2016 jeweils in der Division II auf dem Eis. Dabei wurde er 2015 und 2016 jeweils zum besten Verteidiger des Turniers gewählt.
Sein Debüt in der Herren-Nationalmannschaft gab er 2016 bei der Olympiaqualifikation für die Winterspiele 2018 in Pyeongchang. Bei den Weltmeisterschaften 2017, 2018 und 2022 spielte er mit dem Team aus dem Baltikum in der Division I.

## Erfolge und Auszeichnungen
- 2014 Aufstieg in die Division I, Gruppe B, bei der U18-Weltmeisterschaft der Division II, Gruppe A
- 2015 Bester Verteidiger bei der U20-Weltmeisterschaft der Division II, Gruppe A
- 2016 Bester Verteidiger bei der U20-Weltmeisterschaft der Division II, Gruppe A
- 2018 Aufstieg in die Bayernliga mit dem EC Bad Kissinger Wölfe
- 2018 Aufstieg in die Division I, Gruppe A, bei der Weltmeisterschaft der Division I, Gruppe B